# Peter Constantin
Peter S. Constantin (Cluj, 29 de agosto de 1951) é um matemático romeno-estadunidense, que trabalha com equações diferenciais parciais, em especial na hidrodinâmica.
Constantin estudou na Universidade de Bucareste, onde obteve o diploma em 1975 "summa cum laude". Emigrou para Israel, onde obteve um doutorado em 1981 na Universidade Hebraica de Jerusalém, orientado por Shmuel Agmon, com a tese Spectral Properties of Schrödinger Operators in Domains with Infinite Boundaries. Em 1985 foi professor assistente na Universidade de Chicago, onde é desde 1988 professor. É desde 2012 "William R. Kenan Jr. Professor" na Universidade de Princeton.
Trabalhou parcialmente com Roger Temam, Peter Lax, Ciprian Foias e com os teóricos do caos e físicos Leo Kadanoff e Itamar Procaccia.
Foi palestrante convidado do Congresso Internacional de Matemáticos em Zurique (1994: Some mathematical problems of fluid mechanics). De 1998 a 2004 foi editor do periódico "Nonlinearity". É fellow da American Mathematical Society, da American Physical Society e da Society for Industrial and Applied Mathematics (SIAM). Em 2010 foi eleito membro da Academia de Artes e Ciências dos Estados Unidos.

## Obras
- com Foias, Temam, B. Nicolaenko: Integral manifolds and intertial manifolds for dissipative partial differential equations, Springer, Applied Mathematical Sciences Series, Vol. 70, 1988
- com Foias: The Navier-Stokes-Equations, University of Chicago Press 1988
- Remarks on the Navier-Stokes-Equation in L. Sirovich New perspectives in Turbulence, Springer 1991
- Euler Equations, Navier-Stokes Equations and Turbulence in M. Cannone, T. Miyakawa Mathematical foundation of turbulent viscous flow, Springer, Lecture notes in Mathematics, Vol. 1871, 2005
- On the Euler Equations of incompressible Flow, Bull. AMS, Vol. 44, 2007, p. 603.
- Some open problems and research directions in the mathematical study of fluid dynamics in Björn Engquist, Wilfried Schmid (Editor): Mathematics unlimited- 2001 and beyond, Springer 2001